# 섭지코지
섭지코지는 제주특별자치도 서귀포시 성산읍 고성리의 해안 지형(육계도)이다.

## 이름
제주 방언으로 '좁은 땅'이라는 뜻의 '섭지'와 '곶'이라는 뜻의 '코지'가 합쳐져서 섭지코지라는 이름이 만들어졌다.

## 관광 자원
조선시대에는 이곳에 봉화를 올렸던 연대가 있고, 다른 해안과 달리 붉은 화산재 송이로 덮여 있으며 많은 기암괴석이 자리잡고 있다.  《여명의 눈동자》, 《단적비연수》,《거침없이 하이킥》, 《런닝맨》, 《올인》 등 여러 드라마, 영화의 촬영지로 유명하다.

## 갤러리

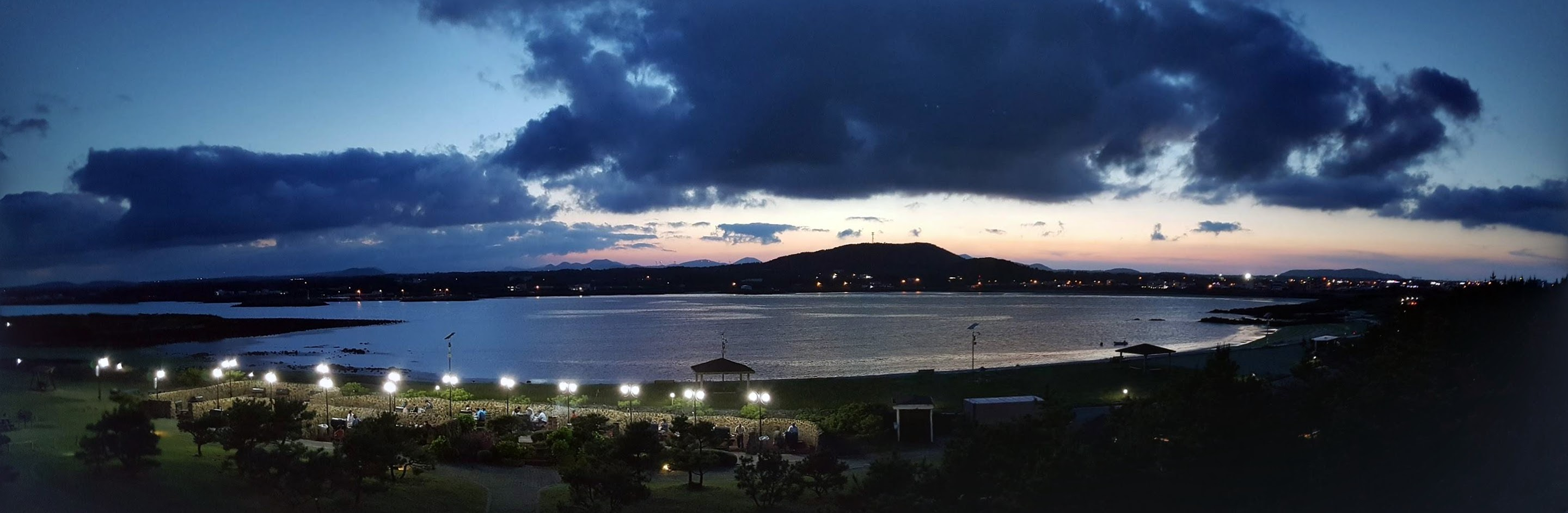
섭지코지에서 한라산 쪽을 바라본 파노라마